# Provinz Carlos Fermín Fitzcarrald
Die Provinz Carlos Fermín Fitzcarrald ist eine von 20 Provinzen der Verwaltungsregion Ancash in Peru. Verwaltungssitz der Provinz ist San Luis. In dem 624,25 km² großen Gebiet lebten im Jahre 2017 17.717 Menschen. Im Jahr 1993 betrug die Einwohnerzahl 21.026, im Jahr 2007 21.322. Die Provinz wurde nach dem Kautschuk-Baron Carlos Fermín Fitzcarrald benannt.

## Geographische Lage
Die Provinz Carlos Fermín Fitzcarrald liegt östlich der Cordillera Blanca. Sie erstreckt sich über das südliche Einzugsgebiet des Río Yanamayo und reicht im Osten bis zum Oberlauf des Río Marañón. Die Provinz grenzt im Südosten an die Provinz Antonio Raymondi, im Süden an die Provinz Huari, im Südwesten an die Provinz Asunción, im Westen an die Provinz Yungay sowie im Norden an die Provinz  Mariscal Luzuriaga. Im Osten, jenseits des Río Marañón, befindet sich die Provinz Huacaybamba, die zur Verwaltungsregion Huánuco gehört.

## Gliederung
Die Provinz Carlos Fermín Fitzcarrald besteht aus den drei folgenden Distrikten (distritos). Der Distrikt San Luis ist Sitz der Provinzverwaltung.
| Distrikt    | Verwaltungssitz |
| ----------- | --------------- |
| San Luis    | San Luis        |
| San Nicolás | San Nicolás     |
| Yauya       | Yauya           |